# Лох
Лох — слово українського та російського жаргонів. Зокрема вживалося мандрівними шаповалами Чернігівської, Полтавської, почасти Могилевської та Орловської губерній, котрі були знаними крадіями. Слово «лох» використовувалося ними на позначення недбалої й довірливої людини, у якої гоже красти.
Згідно з тлумачним словником Даля, лох — «охлялий після нересту лосось», «разява, шалапут» (також лохвес), в офенській мові означало мужика взагалі.